# یوگنی کوزنتسوف (بازیکن فوتبال)
یوگنی کوزنتسوف (روسی: Евгений Борисович Кузнецов؛ زادهٔ ۳۰ اوت ۱۹۶۱) بازیکن و مربی سابق فوتبال اهل اتحاد جماهیر سوسیالیستی شوروی است.
از باشگاه‌هایی که در آن بازی کرده‌است می‌توان به باشگاه فوتبال نورشوپینگ، باشگاه فوتبال اسپارتاک مسکو، باشگاه فوتبال لوکوموتیو مسکو و باشگاه فوتبال چونام دراگونز اشاره کرد.